# Ржищівська міська територіальна громада
Ржищівська міська територіальна громада — територіальна громада в Україні, в Обухівському районі Київської області. Адміністративний центр — місто Ржищів.
Площа громади — 429,9 км², населення — 14 745 осіб (2021).

## Історія
До 2018 року Ржищівській міській раді підпорядковувалося лише місто Ржищів, яке мало статус міста обласного значення Київської області.
У 2017–2018 роках була утворена Ржищівська міська об'єднана територіальна громада шляхом об'єднання Ржищівської міської ради міста обласного значення, Балико-Щучинської, Гребенівської, Півецької, Яблунівської сільських рад Кагарлицького району та Піївської сільської ради Миронівського району.
12 червня 2020 року на її основі була сформована Ржищівська міська територіальна громада у складі: Ржищівської міської ради Київської області, Балико-Щучинської, Великоприцьківської, Гребенівської, Кузьминецької, Півецької, Стайківської, Стрітівської, Яблунівської сільських рад Кагарлицького району та Грушівської, Малобукринської, Піївської сільських рад Миронівського району. 17 липня громаду було включено до складу новоутвореного Обухівського району Київської області. 25 жовтня 2020 року пройшли чергові вибори до нової Ржищівської міської ради, що стала правонаступником рад розформованих громад.

## Населені пункти
У складі громади 1 місто (Ржищів) і 23 села:
- Балико-Щучинка
- Ведмедівка
- Великий Букрин
- Великі Пріцьки
- Виселка
- Гребені
- Грушів
- Дібрівка
- Дударі
- Кузьминці
- Липовий Ріг
- Малий Букрин
- Онацьки
- Панікарча
- Півці
- Пії
- Ромашки
- Стайки
- Стрітівка
- Уляники
- Ходорів
- Юшки
- Яблунівка

## Старостинські округи
- Балико-Щучинський (села Балико-Щучинка, Уляники)
- Великопріцківський (села Великі Пріцьки, Виселка, Дібрівка)
- Гребенівський (села Гребені, Юшки)
- Грушівський (села Грушів, Великий Букрин, Ведмедівка, Дударі, Малий Букрин, Ромашки, Ходорів)
- Кузьминецький (села Кузьминці, Панікарча)
- Півецький (села Півці, Онацьки, Яблунівка)
- Піївський (села Пії, Липовий Ріг)
- Стайківський
- Стрітівський